# Massimo Introvigne

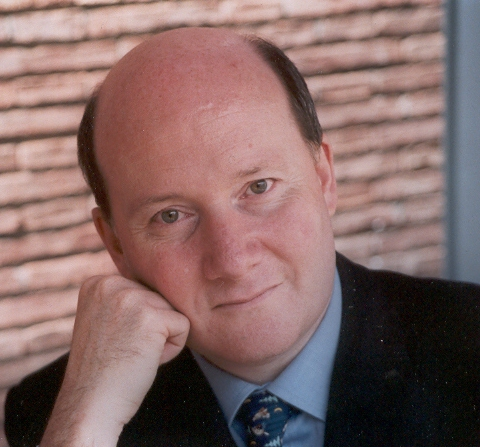

Massimo Introvigne (Roma, 14 de junho 1955) é um escritor, filósofo e sociólogo italiano. É o fundador e diretor do Centro de Estudos de Novas Religiões (CESNUR), uma rede internacional de estudiosos dos novos movimentos religiosos. Em 2011 foi nomeado pela OSCE (Organização para a Segurança e Cooperação na Europa) Representante de Combate ao racismo, xenofobia e discriminação, com particular atenção para a discriminação contra os cristãos e membros de outras religiões. Introvigne é membro da Seção de Sociologia da Religião da Associação Italiana de Sociologia e é autor de mais de sessenta livros, incluindo a Enciclopédia das Religiões na Itália, e centenas de artigos no campo da sociologia das religiões.
É também um consultor de propriedade industrial, especializado em propriedade intelectual. Em junho de 2011 esteve no Brasil a convite do Conselho Nacional de Justiça para fazer uma conferência no seminário sobre o tema "Estado laico e liberdade religiosa".